# Junglinster

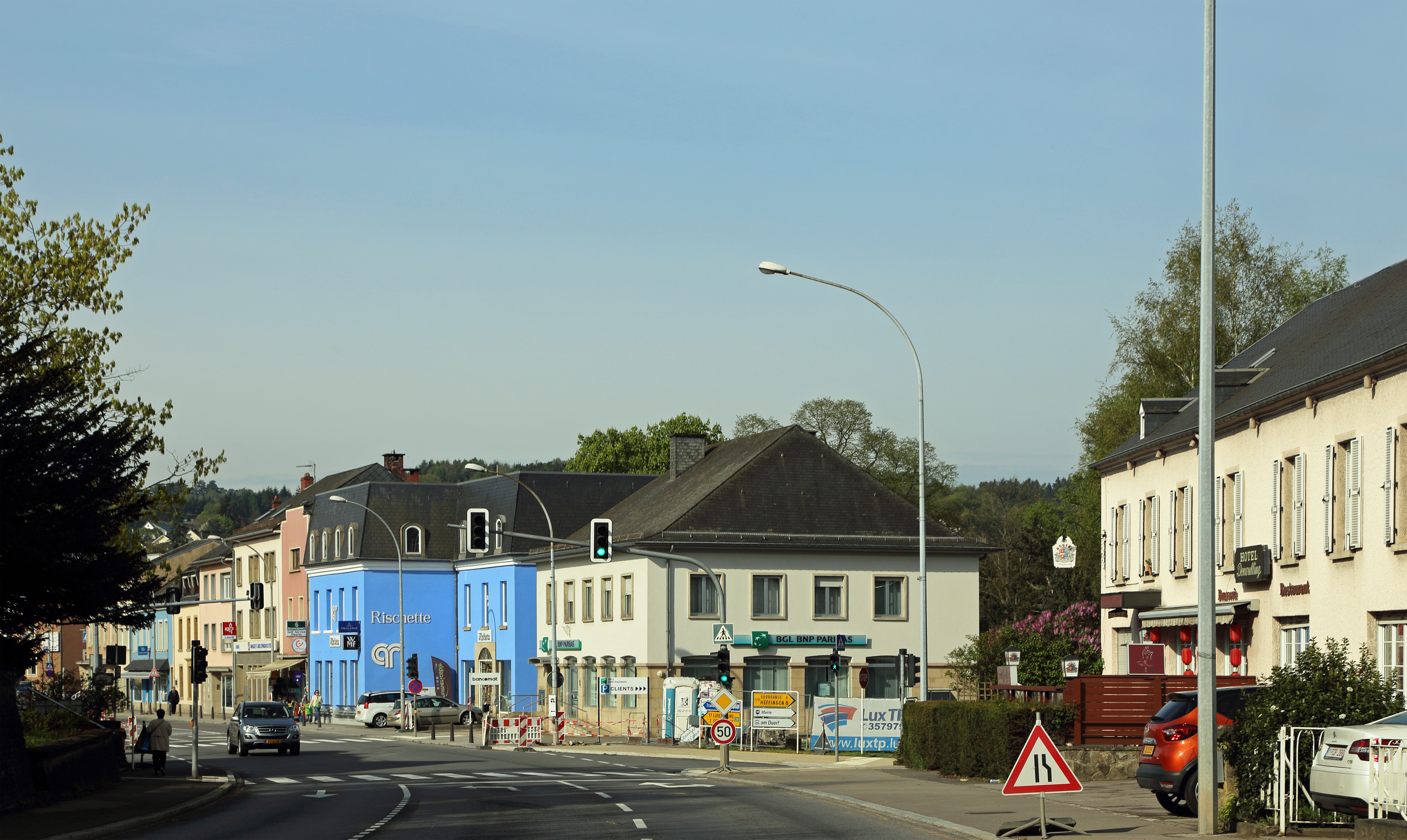
Junglinster: de hoofdweg door het dorp

Junglinster (Luxemburgs: Jonglënster, of lokaal Lënster) is een gemeente in het Luxemburgse Kanton Grevenmacher.
De gemeente heeft een totale oppervlakte van 55,38 km² en telde 5979 inwoners op 1 januari 2007.

## Plaatsen in de gemeente
- Altlinster
- Beidweiler
- Blumenthal
- Bourglinster
- Eisenborn
- Eschweiler
- Godbrange
- Gonderange
- Graulinster
- Imbringen
- Junglinster
- Rodenbourg

## Evolutie van het inwoneraantal
| Jaar                              | 2001 | 2002 | 2003 | 2004 | 2005 |
| --------------------------------- | ---- | ---- | ---- | ---- | ---- |
| Inwoneraantal                     | 5753 | 5813 | 5837 | 5859 | 5911 |
| Opmerking: tellingen op 1 januari |      |      |      |      |      |

## Politiek
De gemeenteraad van Junglinster bestaat sinds 2011 uit 13 leden (Conseilleren), die om de zes jaar verkozen worden volgens een proportioneel kiesstelsel.

### Resultaten
| 1999-2005 De 12 zetels zijn als volgt verdeeld:  | 2005-2011 De 11 zetels zijn als volgt verdeeld: | 2011-2017 De 13 zetels zijn als volgt verdeeld: |
| Bron: Ministerie van Binnenlandse Zaken / RTL.lu |                                                 |                                                 |

### Gemeentebestuur
Na de gemeenteraadsverkiezingen van 2011 trad een coalitie van CSV en LSAP, met 7 zetels, aan. Burgemeester werd Romain Reitz (CSV).